# Temporada 2023 del Campeonato Mundial de Rally
La temporada 2023 fue la edición 51.ª del Campeonato Mundial de Rally la máxima competición internacional de Rally, organizada por la Federación Internacional del Automóvil que se disputa anualmente desde 1973. Comenzó el 19 de enero en el Rally de Montecarlo y terminó el 19 de noviembre en el Rally de Japón.

## Calendario
El calendario inicial consta de trece pruebas. Regresa el rally de México mientras que el Rally Cataluña sale y en su lugar entra una nueva prueba disputada en tres países: Austria, Alemania y República Checa. El epicentro del mismo será la localidad alemana de Passau.
| Ronda   | Fecha                           | Rally                               | Superficie |
| ------- | ------------------------------- | ----------------------------------- | ---------- |
| 1       | 19-22 de enero                  | 91ème Rallye Automobile Monte-Carlo | Mixto      |
| 2       | 9-12 de febrero                 | 70th Rally Sweden                   | Nieve      |
| 3       | 16-19 de marzo                  | Rally México                        | Tierra     |
| 4       | 20-23 de abril                  | 47. Croatia Rally                   | Asfalto    |
| 5       | 11-14 de mayo                   | 56.º Rally de Portugal              | Tierra     |
| 6       | 1-4 de junio                    | 20.º Rally d'Italia Sardegna        | Tierra     |
| 7       | 22-25 de junio                  | 70th Safari Rally Kenya             | Tierra     |
| 8       | 20-23 de julio                  | 13.º Rally Estonia                  | Tierra     |
| 9       | 3-6 de agosto                   | 72st Rally Finland                  | Tierra     |
| 10      | 7-10 de septiembre              | 67.º Acropolis Rally                | Tierra     |
| 11      | 28 de septiembre - 1 de octubre | Rally de Chile                      | Tierra     |
| 12      | 26-29 de octubre                | Rally de Europa Central             | Asfalto    |
| 13      | 16-19 de noviembre              | 8th Rally Japan                     | Asfalto    |
| Fuente: |                                 |                                     |            |

## Cambios y novedades
La FIA estableció para la temporada 2023 los siguientes cambios en el campeonato:
- El WRC2 Open pasa a llamarse WRC2 donde seguirá compitiendo los vehículos de la categoría Rally2 con neumáticos Pirelli.
- El WRC2 Junior pasa a llamarse WRC Challenger e incluirá varios cambios en la normativa. No podrán competir pilotos que hayan vencido en la categoría Rally2 ni tampoco aquellos que hayan sumado puntos para la máxima categoría, la WRC.
- La WRC2 Masters Cup donde compiten pilotos mayores de 50 años pasa a llamarse Masters Cup. Podrán hacerlo en vehículos desde los Rally2/R5 hasta los Rally5 y R-GT.
- El WRC3 Open pasa a llamarse WRC3. Será para vehículos Rally3 con neumáticos Pirelli. El certamen WRC3 para equipos desaparece.
- El WRC3 Junior pasa a llamarse simplemente JWRC.
- La R-GT Cup desaparece.

## Equipos y pilotos

### WRC
| Equipo                                           | Constructor                                   | Automóvil                                     | N.º                                           | Pilotos                                       | Copiloto                                      | Rondas                                        |
| Registrados en el campeonato de constructores    | Registrados en el campeonato de constructores | Registrados en el campeonato de constructores | Registrados en el campeonato de constructores | Registrados en el campeonato de constructores | Registrados en el campeonato de constructores | Registrados en el campeonato de constructores |
| ------------------------------------------------ | --------------------------------------------- | --------------------------------------------- | --------------------------------------------- | --------------------------------------------- | --------------------------------------------- | --------------------------------------------- |
| Hyundai Shell Mobis WRT                          | Hyundai                                       | Hyundai i20 N Rally1                          | 3                                             | Teemu Suninen                                 | Mikko Markkula                                | 8-9, 11-12                                    |
| Hyundai Shell Mobis WRT                          | Hyundai                                       | Hyundai i20 N Rally1                          | 4                                             | Esapekka Lappi                                | Janne Ferm                                    | Todas                                         |
| Hyundai Shell Mobis WRT                          | Hyundai                                       | Hyundai i20 N Rally1                          | 6                                             | Dani Sordo                                    | Cándido Carrera                               | 1, 3, 5-7, 10, 13                             |
| Hyundai Shell Mobis WRT                          | Hyundai                                       | Hyundai i20 N Rally1                          | 11                                            | Thierry Neuville                              | Martijn Wydaeghe                              | Todas                                         |
| Hyundai Shell Mobis WRT                          | Hyundai                                       | Hyundai i20 N Rally1                          | 42                                            | Craig Breen                                   | James Fulton                                  | 2, 4                                          |
| Toyota Gazoo Racing WRT                          | Toyota                                        | Toyota GR Yaris Rally1                        | 17                                            | Sébastien Ogier                               | Vincent Landais                               | 1, 3-4, 6-7, 10, 12-13                        |
| Toyota Gazoo Racing WRT                          | Toyota                                        | Toyota GR Yaris Rally1                        | 18                                            | Takamoto Katsuta                              | Aaron Johnston                                | 2, 5, 8-9, 11                                 |
| Toyota Gazoo Racing WRT                          | Toyota                                        | Toyota GR Yaris Rally1                        | 33                                            | Elfyn Evans                                   | Scott Martin                                  | 1-3, 5-13                                     |
| Toyota Gazoo Racing WRT                          | Toyota                                        | Toyota GR Yaris Rally1                        | 69                                            | Kalle Rovanperä                               | Jonne Halttunen                               | Todas                                         |
| M-Sport Ford WRT                                 | Ford                                          | Ford Puma Rally1                              | 7                                             | Pierre-Louis Loubet                           | Nicolas Gilsoul                               | 1-11                                          |
| M-Sport Ford WRT                                 | Ford                                          | Ford Puma Rally1                              | 7                                             | Pierre-Louis Loubet                           | Benjamin Veillas                              | 12                                            |
| M-Sport Ford WRT                                 | Ford                                          | Ford Puma Rally1                              | 8                                             | Ott Tänak                                     | Martin Järveoja                               | Todas                                         |
| M-Sport Ford WRT                                 | Ford                                          | Ford Puma Rally1                              | 16                                            | Adrien Fourmaux                               | Alexandre Coria                               | 13                                            |
| No registrados en el campeonato de constructores |                                               |                                               |                                               |                                               |                                               |                                               |
| M-Sport Ford WRT                                 | Ford                                          | Ford Puma Rally1                              | 9                                             | Jourdan Serderidis                            | Frédéric Miclotte                             | 1, 3, 10                                      |
| M-Sport Ford WRT                                 | Ford                                          | Ford Puma Rally1                              | 9                                             | Jourdan Serderidis                            | Andy Malfoy                                   | 7                                             |
| M-Sport Ford WRT                                 | Ford                                          | Ford Puma Rally1                              | 13                                            | Grégoire Munster                              | Louis Louka                                   | 11-12                                         |
| M-Sport Ford WRT                                 | Ford                                          | Ford Puma Rally1                              | 28                                            | Alberto Heller                                | Luis Ernesto Allende                          | 11                                            |
| Toyota Gazoo Racing WRT                          | Toyota                                        | Toyota GR Yaris Rally1                        | 18                                            | Takamoto Katsuta                              | Aaron Johnston                                | 1, 3-4, 6-7, 10, 12-13                        |
| Toyota Gazoo Racing WRT                          | Toyota                                        | Toyota GR Yaris Rally1                        | 33                                            | Elfyn Evans                                   | Scott Martin                                  | 4                                             |
| Toyota Gazoo Racing WRT                          | Toyota                                        | Toyota GR Yaris Rally1                        | 37                                            | Lorenzo Bertelli                              | Simone Scattolin                              | 2                                             |
| Toyota Gazoo Racing WRT                          | Toyota                                        | Toyota GR Yaris Rally1                        | 97                                            | Jari-Matti Latvala                            | Juho Hänninen                                 | 9                                             |

#### Cambios de pilotos
- Tras solo una temporada desde su regreso a Toyota Gazoo Racing WRT y habiendo disputado un programa parcial en 2022, Esapekka Lappi dejó el equipo para fichar por Hyundai Shell Mobis WRT.[4]
- Tras solo una temporada en las filas de M-Sport Ford WRT, Craig Breen rescindió su contrato para volver a pilotar para Hyundai Shell Mobis WRT, equipo en el que militó de 2019 a 2021.[4]
- Takamoto Katsuta fue ascendido del Toyota Gazoo Racing WRT NG al equipo principal, Toyota Gazoo Racing WRT.[5]
- Tras tres temporadas en las filas del Hyundai Shell Mobis WRT y con una más de contrato, Ott Tänak rescindio su contrato con el equipo y fichó por el M-Sport Ford WRT.
- Tras haber realizado un programa parcial en 2022, Pierre-Louis Loubet fue promovido y realizará un programa completo con el M-Sport Ford WRT esta temporada.

### WRC-2
| Equipo                                                          | Constructor                               | Automóvil                                 | Pilotos                                   | Copiloto                                  | Rondas                                    |
| Registrados para el campeonato de equipos                       | Registrados para el campeonato de equipos | Registrados para el campeonato de equipos | Registrados para el campeonato de equipos | Registrados para el campeonato de equipos | Registrados para el campeonato de equipos |
| --------------------------------------------------------------- | ----------------------------------------- | ----------------------------------------- | ----------------------------------------- | ----------------------------------------- | ----------------------------------------- |
| PH Sport                                                        | Citroën                                   | Citroën C3 Rally2                         | Yohan Rossel                              | Arnaud Dunand                             | 1, 4-6, 10-12                             |
| M-Sport Ford WRT                                                | Ford                                      | Ford Fiesta Rally2                        | Adrien Fourmaux                           | Alexandre Coria                           | 1, 3-6, 9-10                              |
| M-Sport Ford WRT                                                | Ford                                      | Ford Fiesta Rally2                        | Grégoire Munster                          | Louis Louka                               | 1, 4-7, 9-10                              |
| M-Sport Ford WRT                                                | Ford                                      | Ford Fiesta Rally2                        | George Vassilakis                         | Tom Krawszik                              | 7                                         |
| M-Sport Ford WRT                                                | Ford                                      | Ford Fiesta Rally2                        | Robert Virves                             | Hugo Magalhães                            | 2, 6, 10                                  |
| Hyundai Motorsport N                                            | Hyundai                                   | Hyundai i20 N Rally2                      | Teemu Suninen                             | Mikko Markkula                            | 2, 5-6                                    |
| Hyundai Motorsport N                                            | Hyundai                                   | Hyundai i20 N Rally2                      | Fabrizio Zaldivar                         | Marcelo Der Ohannesian                    | 2, 5-6, 8-9, 11-12                        |
| Hyundai Motorsport N                                            | Hyundai                                   | Hyundai i20 N Rally2                      | Emil Lindholm                             | Reeta Hämäläinen                          | 8-9, 11-12                                |
| Motorsport Ireland Rally Academy                                | Hyundai                                   | Hyundai i20 N Rally2                      | Josh McErlean                             | John Rowan                                | 1, 4-6                                    |
| Motorsport Ireland Rally Academy                                | Hyundai                                   | Hyundai i20 N Rally2                      | Josh McErlean                             | James Fulton                              | 8-9, 12                                   |
| Motorsport Ireland Rally Academy                                | Hyundai                                   | Hyundai i20 N Rally2                      | William Creighton                         | Liam Regan                                | 1                                         |
| Motorsport Ireland Rally Academy                                | Hyundai                                   | Hyundai i20 N Rally2                      | Patrick O'Brien                           | Stephen O'Brien                           | 4, 6                                      |
| Motorsport Ireland Rally Academy                                | Hyundai                                   | Hyundai i20 N Rally2                      | Eamonn Kelly                              | Conor Mohan                               | 5, 9                                      |
| Sports & You                                                    | Hyundai                                   | Hyundai i20 N Rally2                      | Kris Meeke                                | James Fulton                              | 5                                         |
| Toksport WRT                                                    | Škoda                                     | Škoda Fabia RS Rally2                     | Emil Lindholm                             | Reeta Hämäläinen                          | 2, 4                                      |
| Toksport WRT                                                    | Škoda                                     | Škoda Fabia RS Rally2                     | Sami Pajari                               | Enni Mälkönen                             | 2, 4, 6, 8                                |
| Toksport WRT                                                    | Škoda                                     | Škoda Fabia RS Rally2                     | Marco Bulacia                             | Diego Vallejo                             | 8-11                                      |
| Toksport WRT                                                    | Škoda                                     | Škoda Fabia RS Rally2                     | Gus Greensmith                            | Jonas Andersson                           | 11                                        |
| Toksport WRT 2                                                  | Škoda                                     | Škoda Fabia RS Rally2                     | Nikolay Gryazin                           | Konstantin Aleksandrov                    | 1-2, 4, 6, 9-12                           |
| Toksport WRT 2                                                  | Škoda                                     | Škoda Fabia RS Rally2                     | Marco Bulacia                             | Axel Coronado                             | 1                                         |
| Toksport WRT 2                                                  | Škoda                                     | Škoda Fabia RS Rally2                     | Marco Bulacia                             | Diego Vallejo                             | 2, 5                                      |
| Toksport WRT 2                                                  | Škoda                                     | Škoda Fabia RS Rally2                     | Gus Greensmith                            | Jonas Andersson                           | 4                                         |
| Toksport WRT 2                                                  | Škoda                                     | Škoda Fabia RS Rally2                     | Sami Pajari                               | Enni Mälkönen                             | 9-12                                      |
| Toksport WRT 2                                                  | Škoda                                     | Škoda Fabia Rally2 Evo                    | Nikolay Gryazin                           | Konstantin Aleksandrov                    | 3                                         |
| Toksport WRT 2                                                  | Škoda                                     | Škoda Fabia Rally2 Evo                    | Emil Lindholm                             | Reeta Hämäläinen                          | 3                                         |
| Toksport WRT 3                                                  | Škoda                                     | Škoda Fabia RS Rally2                     | Gus Greensmith                            | Jonas Andersson                           | 5, 8-10, 12                               |
| Toksport WRT 3                                                  | Škoda                                     | Škoda Fabia RS Rally2                     | Andreas Mikkelsen                         | Torstein Eriksen                          | 5-6, 8-10, 12-13                          |
| Toksport WRT 3                                                  | Škoda                                     | Škoda Fabia RS Rally2                     | Nikolay Gryazin                           | Konstantin Aleksandrov                    | 13                                        |
| Pilotos privados (No registrados para el campeonato de equipos) |                                           |                                           |                                           |                                           |                                           |
| Alejandro Cachón                                                | Citroën                                   | Citroën C3 Rally2                         | Alejandro Cachón                          | "Jandrín"                                 | 1, 4-6, 10, 12                            |
| Stéphane Lefebvre                                               | Citroën                                   | Citroën C3 Rally2                         | Stéphane Lefebvre                         | Andy Malfoy                               | 1                                         |
| Sean Johnston                                                   | Citroën                                   | Citroën C3 Rally2                         | Sean Johnston                             | Alex Kihurani                             | 1                                         |
| Eamonn Boland                                                   | Citroën                                   | Citroën C3 Rally2                         | Eamonn Boland                             | "MJ"                                      | 1, 4, 12-13                               |
| Daniel Alonso                                                   | Citroën                                   | Citroën C3 Rally2                         | Daniel Alonso                             | Adrián Pérez                              | 1-2                                       |
| Paulo Caldeira                                                  | Citroën                                   | Citroën C3 Rally2                         | Paulo Caldeira                            | Ana Gonçalves                             | 5                                         |
| José Pedro Fontes                                               | Citroën                                   | Citroën C3 Rally2                         | José Pedro Fontes                         | Inês Ponte                                | 5                                         |
| Alberto Heller                                                  | Citroën                                   | Citroën C3 Rally2                         | Alberto Heller                            | Luis Ernesto Allende                      | 5                                         |
| Pedro Heller                                                    | Citroën                                   | Citroën C3 Rally2                         | Pedro Heller                              | Pablo Olmos                               | 11                                        |
| Satoshi Imai                                                    | Citroën                                   | Citroën C3 Rally2                         | Satoshi Imai                              | Jason Farmer                              | 13                                        |
| Benjamin Israel                                                 | Citroën                                   | Citroën C3 Rally2                         | Benjamin Israel                           | Matias Ramos                              | 11                                        |
| Chrisostomos Karellis                                           | Citroën                                   | Citroën C3 Rally2                         | Chrisostomos Karellis                     | Elias Panagiotounis                       | 10                                        |
| Germán Lyon                                                     | Citroën                                   | Citroën C3 Rally2                         | Germán Lyon                               | Sebastian Vera                            | 11                                        |
| Nuno Pinto                                                      | Citroën                                   | Citroën C3 Rally2                         | Nuno Pinto                                | João Jardim Pereira                       | 5                                         |
| Emilio Rosselot                                                 | Citroën                                   | Citroën C3 Rally2                         | Emilio Rosselot                           | Tomas Cañete                              | 11                                        |
| Gerardo Rosselot                                                | Citroën                                   | Citroën C3 Rally2                         | Gerardo Rosselot                          | Marcelo Brizio                            | 11                                        |
| Bernardo Sousa                                                  | Citroën                                   | Citroën C3 Rally2                         | Bernardo Sousa                            | Inês Veiga                                | 5                                         |
| Henk Vossen                                                     | Ford                                      | Ford Fiesta R5                            | Henk Vossen                               | Annemieke Hulzebos                        | 1                                         |
| Karan Patel                                                     | Ford                                      | Ford Fiesta R5                            | Karan Patel                               | Tauseef Khan                              | 7                                         |
| George Vassilakis                                               | Ford                                      | Ford Fiesta R5                            | George Vassilakis                         | Nikos Intzoglou                           | 10                                        |
| Martin Prokop                                                   | Ford                                      | Ford Fiesta Rally2                        | Martin Prokop                             | Michal Ernst                              | 3, 6, 10                                  |
| Martin Prokop                                                   | Ford                                      | Ford Fiesta Rally2                        | Martin Prokop                             | Zdeněk Jůrka                              | 7                                         |
| Robert Virves                                                   | Ford                                      | Ford Fiesta Rally2                        | Robert Virves                             | Hugo Magalhães                            | 5                                         |
| Robert Virves                                                   | Ford                                      | Ford Fiesta Rally2                        | Robert Virves                             | Craig Drew                                | 8-10                                      |
| Nasser Khalifa Al-Attiyah                                       | Ford                                      | Ford Fiesta Rally2                        | Nasser Khalifa Al-Attiyah                 | Giovanni Bernacchini                      | 5-6                                       |
| Lucas Simões                                                    | Ford                                      | Ford Fiesta Rally2                        | Lucas Simões                              | Nuno Almeida                              | 5                                         |
| Francesco Tali                                                  | Ford                                      | Ford Fiesta Rally2                        | Francesco Tali                            | Chiara Corso                              | 6                                         |
| Henk Vossen                                                     | Ford                                      | Ford Fiesta Rally2                        | Henk Vossen                               | Radboud van Hoek                          | 12                                        |
| Pepe López                                                      | Hyundai                                   | Hyundai i20 N Rally2                      | Pepe López                                | Borja Rozada                              | 1                                         |
| Olivier Burri                                                   | Hyundai                                   | Hyundai i20 N Rally2                      | Olivier Burri                             | Anderson Levratti                         | 1                                         |
| Georg Linnamäe                                                  | Hyundai                                   | Hyundai i20 N Rally2                      | Georg Linnamäe                            | James Morgan                              | 2, 4-5, 8-10, 12                          |
| Frédéric Rosati                                                 | Hyundai                                   | Hyundai i20 N Rally2                      | Frédéric Rosati                           | Philippe Marchetto                        | 1                                         |
| Miguel Zaldivar Sr                                              | Hyundai                                   | Hyundai i20 N Rally2                      | Miguel Zaldivar Sr                        | José Luis Díaz                            | 2, 5-6                                    |
| Ricardo Teodósio                                                | Hyundai                                   | Hyundai i20 N Rally2                      | Ricardo Teodósio                          | José Teixeira                             | 5                                         |
| Gregor Jeets                                                    | Hyundai                                   | Hyundai i20 N Rally2                      | Gregor Jeets                              | Timo Taniel                               | 5-6                                       |
| Pedro Meireles                                                  | Hyundai                                   | Hyundai i20 N Rally2                      | Pedro Meireles                            | Pedro Alves                               | 5                                         |
| Riku Tahko                                                      | Hyundai                                   | Hyundai i20 N Rally2                      | Riku Tahko                                | Markus Soininen                           | 9                                         |
| Lambros Athanassoulas                                           | Hyundai                                   | Hyundai i20 N Rally2                      | Lambros Athanassoulas                     | Nikolaos Zakheos                          | 10                                        |
| Jan Skála                                                       | Hyundai                                   | Hyundai i20 N Rally2                      | Jan Skála                                 | Jiří Skořepa                              | 12                                        |
| Filippo Marchino                                                | Škoda                                     | Škoda Fabia R5                            | Filippo Marchino                          | Pietro Elia Ometto                        | 1, 12                                     |
| Jari Huttunen                                                   | Škoda                                     | Škoda Fabia R5                            | Jari Huttunen                             | Antti Linnaketo                           | 2                                         |
| Joakim Roman                                                    | Škoda                                     | Škoda Fabia R5                            | Joakim Roman                              | Ida Lidebjer-Granberg                     | 2                                         |
| Jorge Martínez Fontena                                          | Škoda                                     | Škoda Fabia R5                            | Jorge Martínez Fontena                    | Alberto Alvarez Nicholson                 | 3                                         |
| Diogo Salvi                                                     | Škoda                                     | Škoda Fabia R5                            | Diogo Salvi                               | António Costa                             | 5                                         |
| Giuseppe Dettori                                                | Škoda                                     | Škoda Fabia R5                            | Giuseppe Dettori                          | Carlo Pisano                              | 6                                         |
| Maurizio Morato                                                 | Škoda                                     | Škoda Fabia R5                            | Maurizio Morato                           | Andrea Dal Maso                           | 6                                         |
| Carl Tundo                                                      | Škoda                                     | Škoda Fabia R5                            | Carl Tundo                                | Tim Jessop                                | 7                                         |
| Aakif Virani                                                    | Škoda                                     | Škoda Fabia R5                            | Aakif Virani                              | Azhar Bhatti                              | 7                                         |
| Kaspar Kasari                                                   | Škoda                                     | Škoda Fabia R5                            | Kaspar Kasari                             | Rainis Raidma                             | 8                                         |
| Tommi Jylhä                                                     | Škoda                                     | Škoda Fabia R5                            | Tommi Jylhä                               | Kimmo Nevanpää                            | 9                                         |
| Anssi Rytkönen                                                  | Škoda                                     | Škoda Fabia R5                            | Anssi Rytkönen                            | Juho-Ville Koskela                        | 9                                         |
| Marios Xanthakos                                                | Škoda                                     | Škoda Fabia R5                            | Marios Xanthakos                          | Nikos Karathanassis                       | 10                                        |
| Eduardo Kovacs                                                  | Škoda                                     | Škoda Fabia R5                            | Eduardo Kovacs                            | Ruben Garcia                              | 11                                        |
| Michal Horák                                                    | Škoda                                     | Škoda Fabia R5                            | Michal Horák                              | Ivan Horák                                | 12                                        |
| Štěpán Vojtěch                                                  | Škoda                                     | Škoda Fabia R5                            | Štěpán Vojtěch                            | Michal Ernst                              | 12                                        |
| Heikki Kovalainen                                               | Škoda                                     | Škoda Fabia R5                            | Heikki Kovalainen                         | Sae Kitagawa                              | 13                                        |
| Chris Ingram                                                    | Škoda                                     | Škoda Fabia Rally2 Evo                    | Chris Ingram                              | Craig Drew                                | 1                                         |
| Johannes Keferböck                                              | Škoda                                     | Škoda Fabia Rally2 Evo                    | Johannes Keferböck                        | Ilka Minor                                | 1, 6                                      |
| Mauro Miele                                                     | Škoda                                     | Škoda Fabia Rally2 Evo                    | Mauro Miele                               | Luca Beltrame                             | 2                                         |
| Henk Vossen                                                     | Škoda                                     | Škoda Fabia Rally2 Evo                    | Henk Vossen                               | Radboud van Hoek                          | 4                                         |
| Alexander Villanueva                                            | Škoda                                     | Škoda Fabia Rally2 Evo                    | Alexander Villanueva                      | José Murado González                      | 2, 5-6, 13                                |
| Vassileios Velanis                                              | Škoda                                     | Škoda Fabia Rally2 Evo                    | Vassileios Velanis                        | Ioannis Velanis                           | 10                                        |
| Francisco Teixeira                                              | Škoda                                     | Škoda Fabia Rally2 Evo                    | Francisco Teixeira                        | João Serôdio                              | 5                                         |
| Nicola Tali                                                     | Škoda                                     | Škoda Fabia Rally2 Evo                    | Nicola Tali                               | Massimiliano Frau                         | 6                                         |
| Samman Singh Vohra                                              | Škoda                                     | Škoda Fabia Rally2 Evo                    | Samman Singh Vohra                        | Alfir Khan                                | 7                                         |
| Yorgo Philippedes                                               | Škoda                                     | Škoda Fabia Rally2 Evo                    | Yorgo Philippedes                         | Stuart Loudon                             | 10                                        |
| Martin Roßgatterer                                              | Škoda                                     | Škoda Fabia Rally2 Evo                    | Martin Roßgatterer                        | Jürgen Heigl                              | 12                                        |
| Silvano Patera                                                  | Škoda                                     | Škoda Fabia Rally2 Evo                    | Silvano Patera                            | Stefano Tiraboschi                        | 1                                         |
| Enrico Oldrati                                                  | Škoda                                     | Škoda Fabia Rally2 Evo                    | Enrico Oldrati                            | Elia De Guio                              | 5                                         |
| Simone Niboli                                                   | Škoda                                     | Škoda Fabia Rally2 Evo                    | Simone Niboli                             | Battista Brunetti                         | 1                                         |
| Christian Merli                                                 | Škoda                                     | Škoda Fabia Rally2 Evo                    | Christian Merli                           | Marco Zortea                              | 1                                         |
| Jorge Martínez Fontena                                          | Škoda                                     | Škoda Fabia Rally2 Evo                    | Jorge Martínez Fontena                    | Alberto Alvarez Nicholson                 | 8                                         |
| Armin Kremer                                                    | Škoda                                     | Škoda Fabia Rally2 Evo                    | Armin Kremer                              | Timo Gottschalk                           | 7                                         |
| Roope Korhonen                                                  | Škoda                                     | Škoda Fabia Rally2 Evo                    | Roope Korhonen                            | Anssi Viinikka                            | 12                                        |
| Priit Koik                                                      | Škoda                                     | Škoda Fabia Rally2 Evo                    | Priit Koik                                | Kristo Tamm                               | 8                                         |
| Giorgos Kehagias                                                | Škoda                                     | Škoda Fabia Rally2 Evo                    | Giorgos Kehagias                          | Christos Kouzionis                        | 10                                        |
| Egon Kaur                                                       | Škoda                                     | Škoda Fabia Rally2 Evo                    | Egon Kaur                                 | Jakko Viilo                               | 2                                         |
| Kajetan Kajetanowicz                                            | Škoda                                     | Škoda Fabia Rally2 Evo                    | Kajetan Kajetanowicz                      | Maciej Szczepaniak                        | 3, 7                                      |
| Lauri Joona                                                     | Škoda                                     | Škoda Fabia Rally2 Evo                    | Lauri Joona                               | Tuukka Shemeikka                          | 2, 5-6                                    |
| Jörgen Jonasson                                                 | Škoda                                     | Škoda Fabia Rally2 Evo                    | Jörgen Jonasson                           | Nicklas Jonasson                          | 2                                         |
| Norbert Herczig                                                 | Škoda                                     | Škoda Fabia Rally2 Evo                    | Norbert Herczig                           | Ramón Ferencz                             | 4-6                                       |
| Gaurav Gill                                                     | Škoda                                     | Škoda Fabia Rally2 Evo                    | Gaurav Gill                               | Florian Barral                            | 10                                        |
| Matteo Gamba                                                    | Škoda                                     | Škoda Fabia Rally2 Evo                    | Matteo Gamba                              | Nicolò Gonella                            | 6, 12                                     |
| Osamu Fukunaga                                                  | Škoda                                     | Škoda Fabia Rally2 Evo                    | Osamu Fukunaga                            | Misako Saida                              | 13                                        |
| Emilio Fernández                                                | Škoda                                     | Škoda Fabia Rally2 Evo                    | Emilio Fernández                          | Borja Rozada                              | 5-8                                       |
| Emilio Fernández                                                | Škoda                                     | Škoda Fabia Rally2 Evo                    | Emilio Fernández                          | Borja Odriozola                           | 9                                         |
| Miguel Díaz-Aboitiz                                             | Škoda                                     | Škoda Fabia Rally2 Evo                    | Miguel Díaz-Aboitiz                       | Rodolfo del Barrio                        | 2                                         |
| Miguel Díaz-Aboitiz                                             | Škoda                                     | Škoda Fabia Rally2 Evo                    | Miguel Díaz-Aboitiz                       | Rodrigo Sanjuan de Eusebio                | 5, 7, 9                                   |
| Miguel Díaz-Aboitiz                                             | Škoda                                     | Škoda Fabia Rally2 Evo                    | Miguel Díaz-Aboitiz                       | Diego Sanjaun de Eusebio                  | 10                                        |
| Carlo Covi                                                      | Škoda                                     | Škoda Fabia Rally2 Evo                    | Carlo Covi                                | Andrea Budoia                             | 6                                         |
| Miguel Correia                                                  | Škoda                                     | Škoda Fabia Rally2 Evo                    | Miguel Correia                            | Jorge Eduardo Carvalho                    | 5                                         |
| Luciano Cobbe                                                   | Škoda                                     | Škoda Fabia Rally2 Evo                    | Luciano Cobbe                             | Roberto Mometti                           | 2, 5, 8-9                                 |
| Daniel Chwist                                                   | Škoda                                     | Škoda Fabia Rally2 Evo                    | Daniel Chwist                             | Kamil Heller                              | 3, 6, 13                                  |
| Eduardo Castro                                                  | Škoda                                     | Škoda Fabia Rally2 Evo                    | Eduardo Castro                            | Fernando Mussano                          | 3, 5-6                                    |
| Bruno Bulacia                                                   | Škoda                                     | Škoda Fabia Rally2 Evo                    | Bruno Bulacia                             | Axel Coronado                             | 2, 5-6, 8, 11                             |
| Adam Březík                                                     | Škoda                                     | Škoda Fabia Rally2 Evo                    | Adam Březík                               | Ondřej Krajča                             | 12                                        |
| Lorenzo Bontempelli                                             | Škoda                                     | Škoda Fabia Rally2 Evo                    | Lorenzo Bontempelli                       | Giovanni Pina                             | 1                                         |
| Pablo Biolghini                                                 | Škoda                                     | Škoda Fabia Rally2 Evo                    | Pablo Biolghini                           | Stefano Pudda                             | 6                                         |
| Fabrizio Arengi                                                 | Škoda                                     | Škoda Fabia Rally2 Evo                    | Fabrizio Arengi                           | Massimiliano Bosi                         | 1-2                                       |
| Armindo Araújo                                                  | Škoda                                     | Škoda Fabia Rally2 Evo                    | Armindo Araújo                            | Luís Ramalho                              | 5                                         |
| Pedro Almeida                                                   | Škoda                                     | Škoda Fabia Rally2 Evo                    | Pedro Almeida                             | Mário Castro                              | 5                                         |
| Oliver Solberg                                                  | Škoda                                     | Škoda Fabia RS Rally2                     | Oliver Solberg                            | Elliott Edmondson                         | 2-3, 5-6, 8, 10-11                        |
| Erik Cais                                                       | Škoda                                     | Škoda Fabia RS Rally2                     | Erik Cais                                 | Petr Těšínský                             | 1, 4-6                                    |
| Erik Cais                                                       | Škoda                                     | Škoda Fabia RS Rally2                     | Erik Cais                                 | Daniel Trunkát                            | 12                                        |
| François Delecour                                               | Škoda                                     | Škoda Fabia RS Rally2                     | François Delecour                         | Sabrina De Castelli                       | 1                                         |
| Mauro Miele                                                     | Škoda                                     | Škoda Fabia RS Rally2                     | Mauro Miele                               | Luca Beltrame                             | 1, 4, 6, 8-9                              |
| Rakan Al-Rashed                                                 | Škoda                                     | Škoda Fabia RS Rally2                     | Rakan Al-Rashed                           | Dale Moscatt                              | 2, 5                                      |
| Michał Sołowow                                                  | Škoda                                     | Škoda Fabia RS Rally2                     | Michał Sołowow                            | Maciej Baran                              | 2                                         |
| Gus Greensmith                                                  | Škoda                                     | Škoda Fabia RS Rally2                     | Gus Greensmith                            | Jonas Andersson                           | 3                                         |
| Johannes Keferböck                                              | Škoda                                     | Škoda Fabia RS Rally2                     | Johannes Keferböck                        | Ilka Minor                                | 4, 12                                     |
| Armin Kremer                                                    | Škoda                                     | Škoda Fabia RS Rally2                     | Armin Kremer                              | Ella Kremer                               | 4, 8, 12                                  |
| Armin Kremer                                                    | Škoda                                     | Škoda Fabia RS Rally2                     | Armin Kremer                              | Timo Gottschalk                           | 5-6                                       |
| Mikołaj Marczyk                                                 | Škoda                                     | Škoda Fabia RS Rally2                     | Mikołaj Marczyk                           | Szymon Gospodarczyk                       | 5-6, 8-10                                 |
| Mikołaj Marczyk                                                 | Škoda                                     | Škoda Fabia RS Rally2                     | Mikołaj Marczyk                           | Daniel Dymurski                           | 12                                        |
| Kajetan Kajetanowicz                                            | Škoda                                     | Škoda Fabia RS Rally2                     | Kajetan Kajetanowicz                      | Maciej Szczepaniak                        | 6, 10-13                                  |
| Daniel Chwist                                                   | Škoda                                     | Škoda Fabia RS Rally2                     | Daniel Chwist                             | Kamil Heller                              | 7                                         |
| Alexander Villanueva                                            | Škoda                                     | Škoda Fabia RS Rally2                     | Alexander Villanueva                      | José Murado González                      | 8-10                                      |
| Egon Kaur                                                       | Škoda                                     | Škoda Fabia RS Rally2                     | Egon Kaur                                 | Jakko Viilo                               | 8                                         |
| Bruno Bulacia                                                   | Škoda                                     | Škoda Fabia RS Rally2                     | Bruno Bulacia                             | Axel Coronado                             | 9                                         |
| Mikko Heikkilä                                                  | Škoda                                     | Škoda Fabia RS Rally2                     | Mikko Heikkilä                            | Samu Vaaleri                              | 9                                         |
| Jari Huttunen                                                   | Škoda                                     | Škoda Fabia RS Rally2                     | Jari Huttunen                             | Antti Haapala                             | 9                                         |
| Lauri Joona                                                     | Škoda                                     | Škoda Fabia RS Rally2                     | Lauri Joona                               | Tuukka Shemeikka                          | 9-10, 12                                  |
| Panagiotis Roustemis                                            | Škoda                                     | Škoda Fabia RS Rally2                     | Panagiotis Roustemis                      | Nikolaos Petropoulos                      | 10                                        |
| Martin Scuncio                                                  | Škoda                                     | Škoda Fabia RS Rally2                     | Martin Scuncio                            | Javiera Roman                             | 11                                        |
| Jorge Martínez Fontena                                          | Škoda                                     | Škoda Fabia RS Rally2                     | Jorge Martínez Fontena                    | Alberto Alvarez Nicholson                 | 11                                        |
| Alberto de Thurn y Taxis                                        | Škoda                                     | Škoda Fabia RS Rally2                     | Alberto de Thurn y Taxis                  | Jara Hain                                 | 12                                        |
| Simon Wagner                                                    | Škoda                                     | Škoda Fabia RS Rally2                     | Simon Wagner                              | Gerald Winter                             | 12                                        |
| Nicolas Ciamin                                                  | Škoda                                     | Škoda Fabia RS Rally2                     | Nicolas Ciamin                            | Yannick Roche                             | 12                                        |
| Osamu Fukunaga                                                  | Škoda                                     | Škoda Fabia RS Rally2                     | Osamu Fukunaga                            | Misako Saida                              | 12                                        |
| Miguel Díaz-Aboitiz                                             | Škoda                                     | Škoda Fabia RS Rally2                     | Miguel Díaz-Aboitiz                       | Rodrigo Sanjuan de Eusebio                | 12-13                                     |
| Ole Christian Veiby                                             | Volkswagen                                | Volkswagen Polo GTI R5                    | Ole Christian Veiby                       | Torstein Eriksen                          | 2                                         |
| Nicolas Ciamin                                                  | Volkswagen                                | Volkswagen Polo GTI R5                    | Nicolas Ciamin                            | Yannick Roche                             | 4, 6, 9                                   |
| Roope Korhonen                                                  | Volkswagen                                | Volkswagen Polo GTI R5                    | Roope Korhonen                            | Anssi Viinikka                            | 9                                         |
| Alexandros Tsouloftas                                           | Volkswagen                                | Volkswagen Polo GTI R5                    | Alexandros Tsouloftas                     | Stelios Elia                              | 10                                        |

## Resultados
| Ronda | Evento                              | Piloto ganador   | Copiloto ganador | Equipo ganador          | Tiempo    | Resultados |
| ----- | ----------------------------------- | ---------------- | ---------------- | ----------------------- | --------- | ---------- |
| 1     | 91ème Rallye Automobile Monte-Carlo | Sébastien Ogier  | Vincent Landais  | Toyota Gazoo Racing WRT | 3:12:02.0 | Resultados |
| 2     | 70th Rally Sweden                   | Ott Tänak        | Martin Järveoja  | M-Sport Ford WRT        | 2:25:54.5 | Resultados |
| 3     | 19º Rally Guanajuato México         | Sébastien Ogier  | Vincent Landais  | Toyota Gazoo Racing WRT | 3:16:09.4 | Resultados |
| 4     | 47. Croatia Rally                   | Elfyn Evans      | Scott Martin     | Toyota Gazoo Racing WRT | 2:50:54.3 | Resultados |
| 5     | 56.º Rally de Portugal              | Kalle Rovanperä  | Jonne Halttunen  | Toyota Gazoo Racing WRT | 3:35:11.7 | Resultados |
| 6     | 20.º Rally d'Italia Sardegna        | Thierry Neuville | Martijn Wydaeghe | Hyundai Shell Mobis WRT | 3:40:01.4 | Resultados |
| 7     | 70th Safari Rally Kenya             | Sébastien Ogier  | Vincent Landais  | Toyota Gazoo Racing WRT | 3:30:42.5 | Resultados |
| 8     | 13.º Rally Estonia                  | Kalle Rovanperä  | Jonne Halttunen  | Toyota Gazoo Racing WRT | 2:36:03.1 | Resultados |
| 9     | 72st Rally Finland                  | Elfyn Evans      | Scott Martin     | Toyota Gazoo Racing WRT | 2:33:11.3 | Resultados |
| 10    | 67.º Acropolis Rally                | Kalle Rovanperä  | Jonne Halttunen  | Toyota Gazoo Racing WRT | 3:00:16.7 | Resultados |
| 11    | 2º Rally de Chile                   | Ott Tänak        | Martin Järveoja  | M-Sport Ford WRT        | 3:06:38.1 | Resultados |
| 12    | 1. Central Europe Rally             | Thierry Neuville | Martijn Wydaeghe | Hyundai Shell Mobis WRT | 2:52:39.9 | Resultados |
| 13    | 10th Rally Japan                    | Elfyn Evans      | Scott Martin     | Toyota Gazoo Racing WRT | 3:32:08.8 | Resultados |

## Clasificaciones

### Sistema de puntuación
Se otorgaron puntos a los diez primeros clasificados. También hubo cinco puntos de bonificación al ganador de la power stage, cuatro puntos para el segundo lugar, tres para el tercero, dos para el cuarto y uno para el quinto.
| Posición    | 1.º | 2.º | 3.º | 4.º | 5.º | 6.º | 7.º | 8.º | 9.º | 10.º |
| Puntos      | 25  | 18  | 15  | 12  | 10  | 8   | 6   | 4   | 2   | 1    |
| Power stage | 5   | 4   | 3   | 2   | 1   |     |     |     |     |      |

### Campeonato de Pilotos
| Pos. | Piloto               | MON | SWE | MEX | CRO | POR | ITA | SAF | EST | FIN | GRE | CHL | EUR | JPN | Puntos |
| ---- | -------------------- | --- | --- | --- | --- | --- | --- | --- | --- | --- | --- | --- | --- | --- | ------ |
| 1    | Kalle Rovanperä      | 21  | 43  | 4   | 42  | 1   | 31  | 2   | 1   | Ret | 1   | 41  | 2   | 3   | 250    |
| 2    | Elfyn Evans          | 43  | 52  | 3   | 1   | Ret | 4   | 35  | 42  | 1   | 2   | 32  | 311 | 1   | 216    |
| 3    | Thierry Neuville     | 34  | 3   | 23  | 331 | 5   | 1   | DSQ | 25  | 2   | 20  | 23  | 12  | 131 | 189    |
| 4    | Ott Tänak            | 52  | 14  | 92  | 2   | 42  | 352 | 61  | 84  | Ret | 43  | 14  | 35  | 62  | 174    |
| 5    | Sébastien Ogier      | 15  |     | 1   | 53  |     | 145 | 13  |     |     | 10  |     | 43  | 25  | 133    |
| 6    | Esapekka Lappi       | 8   | 71  | Ret | 35  | 3   | 2   | 124 | 3   | Ret | 5   | Ret | Ret | 43  | 113    |
| 7    | Takamoto Katsuta     | 6   | Ret | 23  | 64  | 334 | 403 | 4   | 7   | 34  | 6   | 5   | 54  | 54  | 101    |
| 8    | Dani Sordo           | 7   |     | 5   |     | 25  | Ret | 5   |     |     | 34  |     |     | Ret | 63     |
| 9    | Teemu Suninen        |     | 15  |     |     | 10  | 6   |     | 5   | 43  |     | Ret | 6   |     | 42     |
| 10   | Oliver Solberg       | 14  | 8   | 8   | 10  | 7   | 44  | 9   | 38  | 6   | Ret | 6   |     |     | 33     |
| 11   | Andreas Mikkelsen    |     |     |     |     | 8   | 5   |     | 9   | 10  | 7   |     | 23  | 7   | 29     |
| 12   | Pierre-Louis Loubet  | Ret | 6   | 27  | 7   | 32  | Ret | 7   | 6   | 45  | Ret | Ret | 10  |     | 29     |
| 13   | Gus Greensmith       |     |     | 6   | 14  | 6   | Ret |     | Ret | Ret | 8   | 7   | 14  |     | 26     |
| 14   | Craig Breen          |     | 25  |     | WD  |     |     |     |     |     |     |     |     |     | 19     |
| 15   | Yohan Rossel         | 9   |     |     | 8   | 9   | 8   |     |     | 17  | 9   | 9   | Ret |     | 16     |
| 16   | Kajetan Kajetanowicz |     |     | 10  |     |     | 7   | 8   |     |     | 13  | Ret | 12  | 9   | 13     |
| 17   | Sami Pajari          | DNS | 10  |     | 13  | 22  | 29  |     | 10  | 7   | Ret | 8   | 13  |     | 12     |
| 18   | Jari-Matti Latvala   |     |     |     |     |     |     |     |     | 5   |     |     |     |     | 11     |
| 19   | Nikolay Gryazin      | 10  | 11  | Ret | 9   | 30  | 34  |     |     | 9   | 47  | 10  | 16  | 8   | 10     |
| 20   | Adrien Fourmaux      | 13  |     | 16  | 12  | 15  | Ret |     |     | 8   | 11  |     | 8   | Ret | 8      |
| 21   | Emil Lindholm        |     | 16  | 7   | 11  |     | Ret |     | 11  | 20  |     | Ret | Ret |     | 6      |
| 22   | Grégoire Munster     | 17  | 26  |     | 26  | 42  | 11  | Ret | 18  | 15  | 12  | Ret | 7   | Ret | 6      |
| 23   | Mikołaj Marczyk      |     |     |     |     | 14  | 9   |     | 13  | 13  | 16  |     | 15  |     | 2      |
| 24   | Nicolas Ciamin       |     | Ret |     |     |     | 33  |     |     | 16  |     |     | 9   |     | 2      |
| 25   | Ole Christian Veiby  |     | 9   |     |     |     |     |     |     |     |     |     |     |     | 2      |
| 26   | Erik Cais            | 12  |     | 44  |     | 34  | 10  |     |     |     |     |     | 11  |     | 1      |
| 27   | Martin Prokop        |     |     | 11  |     |     | 13  | 10  |     |     | 15  |     |     |     | 1      |
| 28   | Hiroki Arai          |     |     |     |     |     |     |     |     |     |     |     |     | 10  | 1      |
| Pos. | Piloto               | MON | SWE | MEX | CRO | POR | ITA | SAF | EST | FIN | GRE | CHL | EUR | JPN | Puntos |

| Color     | Resultado                                              |
| --------- | ------------------------------------------------------ |
| Oro       | Ganador                                                |
| Plata     | 2.ª plaza                                              |
| Bronce    | 3.ª plaza                                              |
| Verde     | Finalizó, en los puntos                                |
| Azul      | Finalizó, sin puntos                                   |
| Violeta   | No terminó (Ret)                                       |
| Negro     | Descalificado (DSQ)                                    |
| Blanco    | No empezó (DNS)                                        |
| Blanco    | Excluido (EX)                                          |
| Blanco    | Lesionado (INJ)                                        |
| Sin color | No participó                                           |
| x1        | Indica posición de la Power stage                      |
| (x)       | Entre paréntesis, puntos no computables para el total. |

### Campeonato de Copilotos
| Pos. | Copiloto               | MON | SWE | MEX | CRO | POR | ITA | SAF | EST | FIN | GRE | CHL | EUR | JPN | Puntos |
| ---- | ---------------------- | --- | --- | --- | --- | --- | --- | --- | --- | --- | --- | --- | --- | --- | ------ |
| 1    | Jonne Halttunen        | 21  | 43  | 4   | 42  | 1   | 31  | 2   | 1   | Ret | 1   | 41  | 2   | 3   | 250    |
| 2    | Scott Martin           | 43  | 52  | 3   | 1   | Ret | 4   | 35  | 42  | 1   | 2   | 32  | 311 | 1   | 216    |
| 3    | Martijn Wydaeghe       | 34  | 3   | 23  | 331 | 5   | 1   | DSQ | 25  | 2   | 20  | 23  | 12  | 131 | 189    |
| 4    | Martin Järveoja        | 52  | 14  | 92  | 2   | 42  | 352 | 61  | 84  | Ret | 43  | 14  | 35  | 62  | 174    |
| 5    | Vincent Landais        | 15  |     | 1   | 53  |     | 145 | 13  |     |     | 10  |     | 43  | 25  | 133    |
| 6    | Janne Ferm             | 8   | 71  | Ret | 35  | 3   | 2   | 124 | 3   | Ret | 5   | Ret | Ret | 43  | 113    |
| 7    | Aaron Johnston         | 6   | Ret | 23  | 64  | 334 | 403 | 4   | 7   | 34  | 6   | 5   | 54  | 54  | 101    |
| 8    | Cándido Carrera        | 7   |     | 5   |     | 25  | Ret | 5   |     |     | 34  |     |     | Ret | 63     |
| 9    | Mikko Markkula         |     | 15  |     |     | 10  | 6   |     | 5   | 43  |     | Ret | 6   |     | 42     |
| 10   | Elliott Edmondson      | 14  | 8   | 8   | 10  | 7   | 44  | 9   | 38  | 6   | Ret | 6   |     |     | 33     |
| 11   | Torstein Eriksen       |     | 9   |     |     | 8   | 5   |     | 9   | 10  | 7   |     | 23  | 7   | 31     |
| 12   | Nicolas Gilsoul        | Ret | 6   | 27  | 7   | 32  | Ret | 7   | 6   | 45  | Ret | Ret | WD  |     | 28     |
| 13   | Jonas Andersson        |     |     | 6   | 14  | 6   | Ret |     | Ret | Ret | 8   | 7   | 14  |     | 26     |
| 14   | James Fulton           |     | 25  |     | WD  | Ret |     |     | 16  | 19  |     |     | 45  |     | 19     |
| 15   | Arnaud Dunand          | 9   |     |     | 8   | 9   | 8   |     |     | 17  | 9   | 9   | Ret |     | 16     |
| 16   | Maciej Szczepaniak     |     |     | 10  |     |     | 7   | 8   |     |     | 13  | Ret | 12  | 9   | 13     |
| 17   | Enni Mälkönen          | DNS | 10  |     | 13  | 22  | 29  |     | 10  | 7   | Ret | 8   | 13  |     | 12     |
| 18   | Juho Hänninen          |     |     |     |     |     |     |     |     | 5   |     |     |     |     | 11     |
| 19   | Konstantin Aleksandrov | 10  | 11  | Ret | 9   | 30  | 34  |     |     | 9   | 47  | 10  | 12  | 8   | 10     |
| 20   | Alexandre Coria        | 13  |     | 16  | 12  | 15  | Ret |     |     | 8   | 11  |     | 8   | Ret | 8      |
| 21   | Reeta Hämäläinen       |     | 16  | 7   | 11  |     | Ret |     | 11  | 20  |     | Ret | Ret |     | 6      |
| 22   | Louis Louka            | 17  | 26  |     | 26  | 42  | 11  | Ret | 18  | 15  | 12  | Ret | 7   | Ret | 6      |
| 23   | Szymon Gospodarczyk    |     |     |     |     | 14  | 9   |     | 13  | 13  | 16  |     |     |     | 2      |
| 24   | Yannick Roche          |     | Ret |     |     |     | 33  |     |     | 16  |     |     | 9   |     | 2      |
| 25   | Petr Těšínský          | 12  |     | 44  |     | 34  | 10  |     |     |     |     |     |     |     | 1      |
| 26   | Zdeněk Jůrka           |     |     |     |     |     |     | 10  |     |     |     |     |     |     | 1      |
| 27   | Benjamin Veillas       |     |     |     |     |     |     |     |     |     |     |     | 10  |     | 1      |
| 28   | Hiroki Tachikui        |     |     |     |     |     |     |     |     |     |     |     |     | 10  | 1      |
| Pos. | Copiloto               | MON | SWE | MEX | CRO | POR | ITA | SAF | EST | FIN | GRE | CHL | EUR | JPN | Puntos |

| Color     | Resultado                                              |
| --------- | ------------------------------------------------------ |
| Oro       | Ganador                                                |
| Plata     | 2.ª plaza                                              |
| Bronce    | 3.ª plaza                                              |
| Verde     | Finalizó, en los puntos                                |
| Azul      | Finalizó, sin puntos                                   |
| Violeta   | No terminó (Ret)                                       |
| Negro     | Descalificado (DSQ)                                    |
| Blanco    | No empezó (DNS)                                        |
| Blanco    | Excluido (EX)                                          |
| Blanco    | Lesionado (INJ)                                        |
| Sin color | No participó                                           |
| x1        | Indica posición de la Power stage                      |
| (x)       | Entre paréntesis, puntos no computables para el total. |

### Campeonato de Constructores
| Pos. | Constructor             | MON | SWE | MEX | CRO | POR | ITA | SAF | EST | FIN | GRE | CHL | EUR | JPN | Puntos |
| ---- | ----------------------- | --- | --- | --- | --- | --- | --- | --- | --- | --- | --- | --- | --- | --- | ------ |
| 1    | Toyota Gazoo Racing WRT | 1   | 42  | 1   | 32  | 1   | 31  | 13  | 1   | 1   | 1   | 32  | 2   | 1   | 548    |
| 1    | Toyota Gazoo Racing WRT | 21  | 53  | 3   | 43  | 64  | 4   | 2   | 42  | 34  | 2   | 41  | 43  | 25  | 548    |
| 1    | Toyota Gazoo Racing WRT | NC3 | Ret | NC4 | WD  | Ret | NC  | NC  | NC  | Ret | NC  | NC  | NC1 | NC  | 548    |
| 2    | Hyundai Shell Mobis WRT | 34  | 25  | 23  | 25  | 25  | 1   | 3   | 25  | 2   | 34  | 23  | 12  | 3   | 432    |
| 2    | Hyundai Shell Mobis WRT | 5   | 3   | 45  | 61  | 3   | 2   | 64  | 3   | 43  | 5   | Ret | 5   | 51  | 432    |
| 2    | Hyundai Shell Mobis WRT | NC  | NC1 | Ret | WD  | NC  | Ret | DSQ | NC  | Ret | NC  | Ret | Ret | Ret | 432    |
| 3    | M-Sport Ford WRT        | 42  | 14  | 52  | 1   | 42  | 52  | 41  | 5   | 5   | 43  | 14  | 35  | 42  | 287    |
| 3    | M-Sport Ford WRT        | Ret | 6   | 6   | 5   | 5   | Ret | 5   | 64  | Ret | Ret | Ret | 6   | Ret | 287    |
| Pos. | Constructor             | MON | SWE | MEX | CRO | POR | ITA | SAF | EST | FIN | GRE | CHL | EUR | JPN | Puntos |

### Campeonato de Pilotos
| Pos. | Piloto                 | MON | SWE | MEX | CRO | POR | ITA | SAF | EST | FIN | GRE | CHL | EUR | JPN | Puntos |
| ---- | ---------------------- | --- | --- | --- | --- | --- | --- | --- | --- | --- | --- | --- | --- | --- | ------ |
| 1    | Andreas Mikkelsen      |     |     |     |     | 32  | 1   |     | 12  | 43  | 13  |     | 131 | 13  | 134    |
| 2    | Gus Greensmith         |     |     | 13  | 61  | 1   | Ret |     | Ret | Ret | 2   | 23  | 4   |     | 111    |
| 3    | Yohan Rossel           | 1   |     |     | 1   | 4   | 4   |     |     | NC  | 3   | 4   | Ret |     | 104    |
| 4    | Nikolay Gryazin        | 2   | NC  | Ret | 2   | NC  | 21  |     |     | 32  | NC  | 5   | 62  | 21  | 96     |
| 5    | Kajetan Kajetanowicz   |     |     | 4   |     |     | 3   | 1   |     |     | 6   | Ret | 3   | 32  | 95     |
| 6    | Oliver Solberg         | NC  | 1   | 3   | NC  | 21  | 26  | NC  | 16  | NC  | Ret | 12  |     |     | 91     |
| 7    | Sami Pajari            | DNS | 3   |     | 5   | NC  | 19  |     | 21  | 1   | Ret | 3   | NC  |     | 86     |
| 8    | Adrien Fourmaux        | 5   |     | 71  | 42  | 103 | Ret |     |     | 2   | 42  |     | NC  |     | 67     |
| 9    | Emil Lindholm          |     | 72  | 2   | 3   |     | Ret |     | 3   | 131 |     | Ret | Ret |     | 62     |
| 10   | Mikołaj Marczyk        |     |     |     |     | 9   | 5   |     | 53  | 7   | 9   |     | 5   |     | 41     |
| 11   | Erik Cais              | 4   |     |     | 16  | 23  | 6   |     |     |     |     |     | 2   |     | 38     |
| 12   | Teemu Suninen          |     | 6   |     |     | 5   | 2   |     |     |     |     |     |     |     | 36     |
| 13   | Martin Prokop          |     |     | 5   |     |     | 9   | 2   |     |     | 8   |     |     |     | 36     |
| 14   | Marco Bulacia          | 7   | 5   |     |     | 6   |     |     | 4   | Ret | 12  | Ret |     |     | 36     |
| 15   | Nicolas Ciamin         |     |     |     | Ret |     | 20  |     |     | 10  |     |     | 13  |     | 27     |
| 16   | Daniel Chwist          |     |     | 8   |     |     | 22  | 5   |     |     |     |     |     | 5   | 24     |
| 17   | Grégoire Munster       | 8   |     |     | 11  | 27  | 7   | Ret |     | 9   | 5   |     |     | Ret | 22     |
| 18   | Lauri Joona            |     | 8   |     |     | 11  | 8   |     |     | 8   | 71  |     | WD  |     | 21     |
| 19   | Georg Linnamäe         |     | 4   |     | 13  | 26  | NC  |     | 17  | 6   | Ret |     | Ret |     | 20     |
| 20   | Armin Kremer           |     |     |     | 7   | Ret | Ret | 43  | 19  |     |     |     | 10  |     | 20     |
| 21   | Ole Christian Veiby    |     | 23  |     |     |     |     |     |     |     |     |     |     |     | 19     |
| 22   | Pepe López             | 3   |     |     |     |     |     |     |     |     |     |     |     |     | 15     |
| 23   | Carl Tundo             |     |     |     |     |     |     | 3   |     |     |     |     |     |     | 15     |
| 24   | Jorge Martínez Fontena |     |     | 6   |     |     |     |     | 18  |     |     | 91  |     |     | 13     |
| 25   | Osamu Fukunaga         |     |     |     |     |     |     |     |     |     |     |     | Ret | 4   | 12     |
| 26   | Josh McErlean          | 22  |     |     |     | 7   | 10  |     | 8   | 12  |     |     | 19  |     | 11     |
| 27   | Mikko Heikkilä         |     |     |     |     |     |     |     |     | 5   |     |     |     |     | 10     |
| 28   | Robert Virves          |     | 9   |     |     | Ret | 12  |     | 6   | Ret | Ret |     |     |     | 10     |
| 29   | Eamonn Boland          | Ret |     |     | 12  |     |     |     |     |     |     |     | Ret | 6   | 8      |
| 30   | Chris Ingram           | 6   |     |     |     |     |     |     |     |     |     |     |     |     | 8      |
| 31   | Samman Singh Vohra     |     |     |     |     |     |     | 6   |     |     |     |     |     |     | 8      |
| 32   | Emilio Rosselot        |     |     |     |     |     |     |     |     |     |     | 6   |     |     | 8      |
| 33   | Egon Kaur              |     | 11  |     |     |     |     |     | 7   |     |     |     |     |     | 6      |
| 34   | Miguel Díaz-Aboitiz    |     | 17  |     |     | Ret |     | Ret |     | 18  | 13  |     | 18  | 7   | 6      |
| 35   | Pedro Heller           |     |     |     |     |     |     |     |     |     |     | 7   |     |     | 6      |
| 36   | Simon Wagner           |     |     |     |     |     |     |     |     |     |     |     | 7   |     | 6      |
| 37   | Fabrizio Zaldivar      |     | 15  |     |     | Ret | 16  |     | 14  | Ret |     | 8   | 9   |     | 6      |
| 38   | Emilio Fernández       |     |     |     |     | 8   |     |     | Ret | 11  |     | 10  |     |     | 5      |
| 39   | Norbert Herczig        |     |     |     | 8   | Ret |     |     |     |     |     |     |     |     | 4      |
| 40   | Adam Březík            |     |     |     |     |     |     |     |     |     |     |     | 8   |     | 4      |
| 41   | Satoshi Imai           |     |     |     |     |     |     |     |     |     |     |     |     | 8   | 4      |
| 42   | Stéphane Lefebvre      | 93  |     |     |     |     |     |     |     |     |     |     |     |     | 3      |
| 43   | Johannes Keferböck     | 14  |     |     | 9   |     | 14  |     |     |     | WD  |     | 14  |     | 2      |
| 44   | Eduardo Castro         |     |     | 9   |     | Ret | 15  |     |     |     |     |     |     |     | 2      |
| 45   | Kaspar Kasari          |     |     |     |     |     |     |     | 9   |     |     |     |     |     | 2      |
| 46   | Bruno Bulacia          |     | 10  |     |     | 18  | Ret |     | 10  | Ret |     | 11  |     |     | 2      |
| 47   | Alejandro Cachón       | 11  |     |     | 15  | 13  | Ret |     | WD  |     | 10  |     | 16  |     | 1      |
| 48   | Patrick O'Brien        |     |     |     | 10  |     | 28  |     |     |     |     |     |     |     | 1      |
| 49   | François Delecour      | 10  |     |     |     |     |     |     |     |     |     |     |     |     | 1      |
| Pos. | Piloto                 | MON | SWE | MEX | CRO | POR | ITA | SAF | EST | FIN | GRE | CHL | EUR | JPN | Puntos |

| Color     | Resultado                                              |
| --------- | ------------------------------------------------------ |
| Oro       | Ganador                                                |
| Plata     | 2.ª plaza                                              |
| Bronce    | 3.ª plaza                                              |
| Verde     | Finalizó, en los puntos                                |
| Azul      | Finalizó, sin puntos                                   |
| Violeta   | No terminó (Ret)                                       |
| Negro     | Descalificado (DSQ)                                    |
| Blanco    | No empezó (DNS)                                        |
| Blanco    | Excluido (EX)                                          |
| Blanco    | Lesionado (INJ)                                        |
| Sin color | No participó                                           |
| x1        | Indica posición de la Power stage                      |
| (x)       | Entre paréntesis, puntos no computables para el total. |

### WRC Challenger
| Pos. | Piloto                 | MON | SWE | MEX | CRO | POR | ITA | SAF | EST | FIN | GRE | CHL | EUR | JPN | Puntos |
| ---- | ---------------------- | --- | --- | --- | --- | --- | --- | --- | --- | --- | --- | --- | --- | --- | ------ |
| 1    | Kajetan Kajetanowicz   |     |     | 1   |     |     | 1   | 1   |     |     | 2   | Ret | 3   | 2   | 126    |
| 2    | Nikolay Gryazin        | 1   | NC  | Ret | 1   | NC  | 18  |     |     | 2   | NC  | 2   | 5   | 1   | 121    |
| 3    | Sami Pajari            | DNS | 1   |     | 2   | NC  | 16  |     | 1   | 1   | Ret | 1   |     |     | 118    |
| 4    | Mikołaj Marczyk        |     |     |     |     | 4   | 2   |     | 3   | 5   | 5   |     | 4   |     | 77     |
| 5    | Marco Bulacia          | 5   | 3   |     |     | 1   |     |     | 2   | Ret | 8   | Ret |     |     | 72     |
| 6    | Grégoire Munster       | 6   |     |     | 7   | 21  | 4   | Ret |     | 7   | 1   |     |     |     | 57     |
| 7    | Martin Prokop          |     |     | 2   |     |     | 6   | 2   |     |     | 4   |     |     |     | 56     |
| 8    | Lauri Joona            |     | 4   |     |     | 5   | 5   |     |     | 6   | 3   |     | WD  |     | 55     |
| 9    | Erik Cais              | 3   |     |     | 12  | 17  | 3   |     |     |     |     |     | 2   |     | 48     |
| 10   | Daniel Chwist          |     |     | 4   |     |     | 19  | 5   |     |     |     |     |     | 4   | 34     |
| 11   | Josh McErlean          | 15  |     |     | WD  | 2   | 7   |     | 6   | 10  |     |     | 17  |     | 33     |
| 12   | Georg Linnamäe         |     | 2   |     | 9   | 20  |     |     | 14  | 4   | Ret |     | Ret |     | 32     |
| 13   | Nicolas Ciamin         |     |     |     |     |     | 17  |     |     | 8   |     |     | 1   |     | 29     |
| 14   | Armin Kremer           |     |     |     | 3   | Ret | Ret | 4   | 16  |     |     |     | 9   |     | 29     |
| 15   | Robert Virves          |     | 5   |     |     | Ret | 9   |     | 4   | Ret | Ret |     |     |     | 24     |
| 16   | Jorge Martínez Fontena |     |     | 3   |     |     |     |     | 15  |     |     | 6   |     |     | 23     |
| 17   | Emilio Fernández       |     |     |     |     | 3   |     |     | Ret | 9   |     | 7   |     |     | 23     |
| 18   | Alejandro Cachón       | 7   |     |     | 11  | 7   | Ret |     | WD  |     | 6   |     | 14  |     | 20     |
| 19   | Pepe López             | 2   |     |     |     |     |     |     |     |     |     |     |     |     | 18     |
| 20   | Fabrizio Zaldivar      |     | 8   |     |     | Ret | 13  |     | 12  | Ret |     | 5   | 8   |     | 18     |
| 21   | Egon Kaur              |     | 7   |     |     |     |     |     | 5   |     |     |     |     |     | 16     |
| 22   | Bruno Bulacia          |     | 6   |     |     | 12  | Ret |     | 8   | Ret |     | 8   |     |     | 16     |
| 23   | Osamu Fukunaga         |     |     |     |     |     |     |     |     |     |     |     | Ret | 3   | 15     |
| 24   | Carl Tundo             |     |     |     |     |     |     | 3   |     |     |     |     |     |     | 15     |
| 25   | Mikko Heikkilä         |     |     |     |     |     |     |     |     | 3   |     |     |     |     | 15     |
| 26   | Emilio Rosselot        |     |     |     |     |     |     |     |     |     |     | 3   |     |     | 15     |
| 27   | Eamonn Boland          |     |     |     | 8   |     |     |     |     |     |     |     |     | 5   | 14     |
| 28   | Norbert Herczig        |     |     |     | 4   | Ret | DNS |     |     |     |     |     |     |     | 12     |
| 29   | Chris Ingram           | 4   |     |     |     |     |     |     |     |     |     |     |     |     | 12     |
| 30   | Pedro Heller           |     |     |     |     |     |     |     |     |     |     | 4   |     |     | 12     |
| 31   | Miguel Díaz-Aboitiz    |     | 10  |     |     | Ret |     | Ret |     | 15  | 9   |     | 16  | 6   | 11     |
| 32   | Eduardo Castro         |     |     | 5   |     | Ret | 12  |     |     |     |     |     |     |     | 10     |
| 33   | Johannes Keferböck     | NC  |     |     | 5   |     | 11  |     |     |     | WD  |     | 12  |     | 10     |
| 34   | Patrick O'Brien        |     |     |     | 6   |     | 24  |     |     |     |     |     |     |     | 8      |
| 35   | Armindo Araújo         |     |     |     |     | 6   |     |     |     |     |     |     |     |     | 8      |
| 36   | Samman Singh Vohra     |     |     |     |     |     |     | 6   |     |     |     |     |     |     | 8      |
| 37   | Simon Wagner           |     |     |     |     |     |     |     |     |     |     |     | 6   |     | 8      |
| 38   | Kaspar Kasari          |     |     |     |     |     |     |     | 7   |     |     |     |     |     | 6      |
| 39   | Chrisostomos Karellis  |     |     |     |     |     |     |     |     |     | 7   |     |     |     | 6      |
| 40   | Adam Březík            |     |     |     |     |     |     |     |     |     |     |     | 7   |     | 6      |
| 41   | Satoshi Imai           |     |     |     |     |     |     |     |     |     |     |     |     | 7   | 6      |
| 42   | Alexander Villanueva   |     |     |     |     | 8   | 20  |     | 9   | 17  | Ret |     |     |     | 6      |
| 43   | Mauro Miele            | 8   | Ret |     | Ret |     | 14  |     | 11  | WD  |     |     |     |     | 4      |
| 44   | Matteo Gamba           |     |     |     |     |     | 8   |     |     |     |     |     | Ret |     | 4      |
| 45   | Rakan Al-Rashed        |     | 9   |     |     | 16  |     |     |     |     | DNS |     |     |     | 2      |
| 46   | Christian Merli        | 9   |     |     |     |     |     |     |     |     |     |     |     |     | 2      |
| 47   | Enrico Oldrati         |     |     |     |     | 9   |     |     |     |     |     |     |     |     | 2      |
| 48   | Gerardo Rosselot       |     |     |     |     |     |     |     |     |     |     | 9   |     |     | 2      |
| 49   | Henk Vossen            | 14  |     |     | 10  |     |     |     |     |     |     |     | 19  |     | 1      |
| 50   | George Vassilakis      |     |     |     |     |     |     | Ret |     |     | 10  |     |     |     | 1      |
| 51   | Simone Niboli          | 10  |     |     |     |     |     |     |     |     |     |     |     |     | 1      |
| 52   | Nuno Pinto             |     |     |     |     | 10  |     |     |     |     |     |     |     |     | 1      |
| 53   | Nicola Tali            |     |     |     |     |     | 10  |     |     |     |     |     |     |     | 1      |
| 54   | Priit Koik             |     |     |     |     |     |     |     | 10  |     |     |     |     |     | 1      |
| 55   | Eduardo Kovacs         |     |     |     |     |     |     |     |     |     |     | 10  |     |     | 1      |
| 56   | Henk Vossen            |     |     |     |     |     |     |     |     |     |     |     | 10  |     | 1      |
| Pos. | Piloto                 | MON | SWE | MEX | CRO | POR | ITA | SAF | EST | FIN | GRE | CHL | EUR | JPN | Puntos |

| Color     | Resultado                                              |
| --------- | ------------------------------------------------------ |
| Oro       | Ganador                                                |
| Plata     | 2.ª plaza                                              |
| Bronce    | 3.ª plaza                                              |
| Verde     | Finalizó, en los puntos                                |
| Azul      | Finalizó, sin puntos                                   |
| Violeta   | No terminó (Ret)                                       |
| Negro     | Descalificado (DSQ)                                    |
| Blanco    | No empezó (DNS)                                        |
| Blanco    | Excluido (EX)                                          |
| Blanco    | Lesionado (INJ)                                        |
| Sin color | No participó                                           |
| x1        | Indica posición de la Power stage                      |
| (x)       | Entre paréntesis, puntos no computables para el total. |

### Masters Cup
| Pos. | Piloto                      | MON | SWE | MEX | CRO | POR | ITA | SAF | EST | FIN | GRE | CHL | EUR | JPN | Puntos |
| ---- | --------------------------- | --- | --- | --- | --- | --- | --- | --- | --- | --- | --- | --- | --- | --- | ------ |
| 1    | Alexander Villanueva        |     | 3   |     |     | 1   | 3   |     | 1   | 1   | Ret |     |     |     | 105    |
| 2    | Armin Kremer                |     |     |     | 1   | Ret | Ret | 1   | 4   |     |     |     | 1   |     | 87     |
| 3    | Miguel Díaz-Aboitiz         |     | 4   |     |     | Ret |     | Ret |     | 2   | 1   |     | 4   | 3   | 82     |
| 4    | Johannes Keferböck          | 3   |     |     | 2   |     | 1   |     |     |     |     |     | 2   |     | 76     |
| 5    | Zoltán László               | 4   |     |     | 3   | 3   | 4   |     |     |     |     |     | 3   |     | 69     |
| 6    | Jason Bailey                |     |     | 1   |     |     |     | 2   |     |     |     |     |     | 4   | 55     |
| 7    | Mauro Miele                 | 2   | Ret |     | Ret |     | 2   |     | 2   |     |     |     |     |     | 54     |
| 8    | Luciano Cobbe               |     | 5   |     |     | 2   |     |     | 3   | Ret |     |     |     |     | 43     |
| 9    | Eamonn Boland               | Ret |     |     | 5   |     |     |     |     |     |     |     | Ret | 2   | 28     |
| 10   | François Delecour           | 1   |     |     |     |     |     |     |     |     |     |     |     |     | 25     |
| 11   | Michał Sołowow              |     | 1   |     |     |     |     |     |     |     |     |     |     |     | 25     |
| 12   | Eduardo Kovacs              |     |     |     |     |     |     |     |     |     |     | 1   |     |     | 25     |
| 13   | Osamu Fukunaga              |     |     |     |     |     |     |     |     |     |     |     | Ret | 1   | 25     |
| 14   | Henk Vossen                 | 7   |     |     | 6   |     |     |     |     |     |     |     | 5   |     | 24     |
| 15   | Nasser Khalifa Al-Attiyah   |     |     |     |     | 5   | 5   |     |     |     |     |     |     |     | 20     |
| 16   | Miguel Zaldivar Sr          |     | 2   |     |     | Ret |     |     |     |     |     |     |     |     | 18     |
| 17   | George Vassilakis           |     |     |     |     |     |     | Ret |     |     | 2   |     |     |     | 18     |
| 18   | Aleš Zrinski                |     |     |     | 4   |     |     |     |     |     |     |     |     |     | 12     |
| 19   | Francisco Teixeira          |     |     |     |     | 4   |     |     |     |     |     |     |     |     | 12     |
| 20   | Silvano Patera              | 5   |     |     |     |     |     |     |     |     |     |     |     |     | 10     |
| 21   | Fabrizio Arengi Bentivoglio | 6   |     |     |     |     |     |     |     |     |     |     |     |     | 8      |
| 22   | Joakim Roman                |     | 6   |     |     |     |     |     |     |     |     |     |     |     | 8      |
| 23   | José Luis García Molina     |     | 7   |     |     |     |     |     |     |     |     |     |     |     | 6      |
| 24   | Daniel Alonso Villarón      | 8   | Ret |     |     |     |     |     |     |     |     |     |     |     | 4      |
| Pos. | Piloto                      | MON | SWE | MEX | CRO | POR | ITA | SAF | EST | FIN | GRE | CHL | EUR | JPN | Puntos |

| Color     | Resultado                                              |
| --------- | ------------------------------------------------------ |
| Oro       | Ganador                                                |
| Plata     | 2.ª plaza                                              |
| Bronce    | 3.ª plaza                                              |
| Verde     | Finalizó, en los puntos                                |
| Azul      | Finalizó, sin puntos                                   |
| Violeta   | No terminó (Ret)                                       |
| Negro     | Descalificado (DSQ)                                    |
| Blanco    | No empezó (DNS)                                        |
| Blanco    | Excluido (EX)                                          |
| Blanco    | Lesionado (INJ)                                        |
| Sin color | No participó                                           |
| x1        | Indica posición de la Power stage                      |
| (x)       | Entre paréntesis, puntos no computables para el total. |

### WRC-3
| Pos. | Piloto              | MON | SWE | MEX | CRO | POR | ITA | SAF | EST | FIN | GRE | CHL | EUR | JPN | Puntos |
| ---- | ------------------- | --- | --- | --- | --- | --- | --- | --- | --- | --- | --- | --- | --- | --- | ------ |
| 1    | Roope Korhonen      |     | 1   |     |     | 1   | 1   |     | 1   |     |     |     |     |     | 100    |
| 2    | Diego Dominguez Jr  |     | 4   | 1   |     |     | NC  | 1   | NC  |     | 1   | Ret |     |     | 87     |
| 3    | Jason Bailey        |     |     | 2   |     |     |     | 2   |     |     |     |     |     | 1   | 61     |
| 4    | Tom Rensonnet       |     | 5   |     | 2   |     | 6   |     | 8   |     | 3   |     |     |     | 55     |
| 5    | Filip Kohn          |     | 9   |     | 6   |     | 9   |     | NC  | 3   |     |     | 1   |     | 52     |
| 6    | William Creighton   |     | 2   |     | 5   |     | 2   |     | 10  |     | 8   |     |     |     | 51     |
| 7    | Eamonn Kelly        |     | Ret |     | 1   |     | 7   |     | Ret |     | 2   |     |     |     | 49     |
| 8    | Roberto Blach Núñez |     |     |     | 3   |     | 4   |     | 5   |     | 5   |     |     |     | 47     |
| 9    | Laurent Pellier     |     | 3   |     | Ret |     | 5   |     | 2   |     | 10  |     |     |     | 44     |
| 10   | Eduardo Castro      |     |     |     |     |     |     |     |     |     | 4   | 1   |     |     | 37     |
| 11   | Toni Herranen       |     | 8   |     |     | 2   |     |     | 3   | DNS |     |     |     |     | 37     |
| 12   | Hamza Anwar         |     | 7   |     | 4   |     | 8   | Ret | 6   |     | Ret |     |     |     | 30     |
| 13   | Benjamin Korhola    |     |     |     |     |     |     |     | 9   | 1   |     |     |     |     | 27     |
| 14   | Ali Türkkan         |     |     |     |     |     | 3   |     | 4   | Ret | Ret |     |     |     | 27     |
| 15   | Jesse Kallio        |     | 6   |     |     |     |     |     |     | 2   |     |     |     |     | 26     |
| 16   | Fabio Schwarz       |     |     |     |     |     |     |     |     |     |     |     | 2   |     | 18     |
| 17   | Martin Ravenščak    |     |     |     | Ret |     |     |     |     |     |     |     | 3   |     | 15     |
| 18   | McRae Kimathi       |     |     |     |     |     |     | 3   |     |     |     |     |     |     | 15     |
| 19   | Brendan Cumiskey    |     |     |     |     |     |     |     | 7   | 6   |     |     |     |     | 14     |
| 20   | Henri Timonen       |     |     |     |     |     |     |     |     | 4   |     |     |     |     | 12     |
| 21   | Tuomas Vihtari      |     |     |     |     |     |     |     |     | 5   |     |     |     |     | 10     |
| 22   | Efthimios Halkias   |     |     |     |     |     |     |     |     |     | 6   |     |     |     | 8      |
| 23   | Ville Laakso        |     |     |     |     |     |     |     |     | 7   |     |     |     |     | 6      |
| 24   | Spiros Galerakis    |     |     |     |     |     |     |     |     |     | 7   |     |     |     | 6      |
| 25   | Petr Borodin        |     |     |     |     |     |     |     |     | 8   |     |     |     |     | 4      |
| 26   | Giorgos Delaportas  |     |     |     |     |     |     |     |     |     | 9   |     |     |     | 2      |
| Pos. | Piloto              | MON | SWE | MEX | CRO | POR | ITA | SAF | EST | FIN | GRE | CHL | EUR | JPN | Puntos |

| Color     | Resultado                                              |
| --------- | ------------------------------------------------------ |
| Oro       | Ganador                                                |
| Plata     | 2.ª plaza                                              |
| Bronce    | 3.ª plaza                                              |
| Verde     | Finalizó, en los puntos                                |
| Azul      | Finalizó, sin puntos                                   |
| Violeta   | No terminó (Ret)                                       |
| Negro     | Descalificado (DSQ)                                    |
| Blanco    | No empezó (DNS)                                        |
| Blanco    | Excluido (EX)                                          |
| Blanco    | Lesionado (INJ)                                        |
| Sin color | No participó                                           |
| x1        | Indica posición de la Power stage                      |
| (x)       | Entre paréntesis, puntos no computables para el total. |

### JWRC
| Pos. | Piloto              | SWE | CRO  | ITA | EST | GRE | Puntos | Mejores 4 |
| ---- | ------------------- | --- | ---- | --- | --- | --- | ------ | --------- |
| 1    | William Creighton   | 19  | 710  | 14  | 711 | 54  | 120    | 114       |
| 2    | Diego Dominguez Jr. | 3   | 4    | 2   | 32  | 14  | 118    | 106       |
| 3    | Laurent Pellier     | 26  | Ret5 | 45  | 23  | 64  | 87     | 87        |
| 4    | Eamonn Kelly        | Ret | 1    | 6   | Ret | 2   | 69     | 69        |
| 5    | Roberto Blach       | 6   | 3    | 3   | 4   | 4   | 77     | 69        |
| 6    | Tom Rensonnet       | 7   | 2    | 5   | 6   | 3   | 74     | 68        |
| 7    | Grégoire Munster    | 43  |      |     | 15  |     | 45     | 45        |
| 8    | Raúl Hernández      | 5   | 6    | 75  |     |     | 29     | 29        |
| 9    | Hamza Anwar         | 8   | 5    | 8   | 5   | Ret | 28     | 28        |
| 10   | Nataniel Bruun Sosa |     |      |     |     | Ret | 0      | 0         |
| Pos. | Piloto              | SWE | CRO  | ITA | EST | GRE | Puntos | Mejores 4 |